# Stipa lachnophylla
Stipa lachnophylla är en gräsart som beskrevs av Carl Bernhard von Trinius. Stipa lachnophylla ingår i släktet fjädergrässläktet, och familjen gräs. Inga underarter finns listade i Catalogue of Life.